# Hiroyuki Usui
Hiroyuki Usui (碓井 博行 Usui Hiroyuki?,  nacido el 4 de agosto de 1953 en Shizuoka) es un exfutbolista japonés que se desempeñaba como delantero.
Usui jugó 38 veces y marcó 15 goles para la Selección de fútbol de Japón entre 1974 y 1984. Usui fue elegido para integrar la selección nacional de Japón para los Juegos Asiáticos de 1978.

## Trayectoria

### Clubes
| Club    | País  | Año         |
| ------- | ----- | ----------- |
| Hitachi | Japón | 1976 - 1988 |

### Selección nacional
| Selección | País  | Año         |
| --------- | ----- | ----------- |
| Absoluta  | Japón | 1974 - 1984 |

## Estadística de equipo nacional
| Selección de Japón | Selección de Japón | Selección de Japón |
| Año                | Part.              | Goles              |
| ------------------ | ------------------ | ------------------ |
| 1974               | 2                  | 0                  |
| 1975               | 0                  | 0                  |
| 1976               | 1                  | 0                  |
| 1977               | 4                  | 0                  |
| 1978               | 14                 | 7                  |
| 1979               | 9                  | 3                  |
| 1980               | 5                  | 3                  |
| 1981               | 0                  | 0                  |
| 1982               | 0                  | 0                  |
| 1983               | 0                  | 0                  |
| 1984               | 3                  | 2                  |
| Total              | 38                 | 15                 |

## Palmarés

### Títulos nacionales
| Título                   | Club    | País  | Año  |
| ------------------------ | ------- | ----- | ---- |
| Copa Japan Soccer League | Hitachi | Japón | 1976 |

### Distinciones individuales
| Distinción                  | Año  |
| --------------------------- | ---- |
| Japan Soccer League Best XI | 1980 |
| Japan Soccer League Best XI | 1982 |